# Laura (film, 1944)
Laura är en amerikansk film noir från 1944 i regi och produktion av Otto Preminger. I huvudrollerna ses Gene Tierney, Dana Andrews, Clifton Webb, Vincent Price och Judith Anderson.

## Handling
Kriminalpolisen Mark McPherson utreder mordet på den vackra och framgångsrika Laura Hunt. Han intervjuar den karismatiska krönikören Waldo Lydecker, en åldrande dandy, som berättar hur han mött Laura och blivit hennes mentor. Hon blev även hans vän och kvinnliga sällskap och han använde sin berömmelse, inflytande och kontakter för att främja hennes karriär. 
McPherson frågar även ut Lauras parasiterande playboy till fästman, Shelby Carpenter, som också är manligt sällskap till hennes rika moster, Ann Treadwell. McPherson förhör slutligen Lauras lojala hushållerska, Bessie Clary, som var den som fann Lauras döda kropp.
Genom Lauras vänners vittnesmål, läsningen av hennes brev och dagbok, lär McPherson känna Laura och blir långsamt närmast besatt av henne. Lydecker anklagar honom till och med för att ha förälskat sig i den döda kvinnan. Mark McPherson förstår att Lydecker var avundsjuk på Lauras kavaljerer, som han med hjälp av sin tidningsspalt försökte hålla i schack.

## Om filmen
Manuset, skrivet av Jay Dratler, Samuel Hoffenstein, Betty Reinhardt och Ring Lardner, Jr., är baserat på en roman av Vera Caspary, publicerad som följetong 1942 och som bok 1943, med samma titel.
Laura har visats i SVT, bland annat 1981, 2024 och i augusti 2025.

## Rollista i urval
- Gene Tierney – Laura Hunt
- Dana Andrews – Mark McPherson
- Clifton Webb – Waldo Lydecker
- Vincent Price – Shelby Carpenter
- Judith Anderson – Ann Treadwell
- Dorothy Adams – Bessie Clary

## Priser och nomineringar
Vid Oscarsgalan 1945 vann filmen en Oscar och nominerades i fyra övriga kategorier. Joseph LaShelle vann i kategorin Bästa foto, svartvitt.